# 学校法人誠広学園
学校法人誠広学園（がっこうほうじん せいこうがくえん）とは、岐阜県岐阜市内にある日本の学校法人である。

## 沿革および概要
- 医療法人誠広会（せいこうかい）が母体となっている。1984年に岐阜リハビリテーション専門学院の創設により、同医療法人が医療従事者の養成（理学療法士）に尽力し始めることになる。1991年に医療法人名の名前を冠した学校法人誠広学園が誕生。その後、平成医療専門学院を経て視能訓練士・作業療法士・看護師の養成にも力を入れていく。2009年には、平成医療専門学院にある学科の一部を発展・改組して平成医療短期大学を置く。2014年度より、平成医療専門学院の作業療法学科・視能訓練学科を既存の平成医療短期大学リハビリテーション学科に移行されたため、平成医療専門学院は在校生の卒業をもって廃止となる。

## 設置学校
- 平成医療短期大学
- 平成医療専門学院

## 関連施設
- 平野総合病院
- 岐阜中央病院
- 岐阜リハビリテーションホーム
- 早徳病院